# Pseudonemophas baluanus
Pseudonemophas baluanus là một loài bọ cánh cứng trong họ Cerambycidae.